# Tamás Fellegi
Tamás Fellegi, né le 7 janvier 1956 à Budapest, est un homme d'affaires et homme politique hongrois.

## Biographie
Il est diplômé en droit de l'université Loránd Eötvös, depuis 1981, et titulaire d'un doctorat de sciences politiques, obtenu en 1992 à l'université du Connecticut. Conseiller politique de Viktor Orbán de 1993 à 1994, il se lance ensuite dans le monde des affaires, prenant la direction de sociétés de relations publiques et de télécommunications. Il est nommé, le 29 mai 2010, au poste de ministre du Développement national, responsable des infrastructures, des transports et de l'énergie.
Le 15 décembre 2011, il devient ministre sans portefeuille, chargé des Relations avec les institutions financières internationales. Il est remplacé, le 29 mai 2012, par Mihály Varga.